# Брейтберг-Семель, Сара
Сара Брейтберг-Семель (21 сентября 1947, Тель-Авив, Подмандатная Палестина — 6 ноября 2022, Тель-Авив) — израильский искусствовед и критик, в период работы в Тель-Авивском музее изобразительных искусств в 80-е годы XX века сформировавшая теоретическую основу стиля «скудость материала» в израильском изобразительном искусстве. После ухода из музея, в течение многих лет (до 2004 года) редактировала художественный журнал «Студио».

## Биография
Брейтберг-Семель была куратором израильского искусства в Тель-Авивском музее в период 1977—1989 гг. В процессе своей работы она курировала многочисленные выставки израильских художников, такие как «Рафи Лави» и другие. Среди известных групповых выставок, которые она курировала в Тель-Авивском музее, «Художник — общество — художник» (1979) и «Иное веяние» (1981). Наиболее значительной работой Брейтберг-Семель стала выставка «Скудость материала как качество в израильском искусстве» (1986). В тезисах исследования, сопутствующего выставке, Брейтберг-Семель выразила стремление отделить стиль локального искусства от международного стиля искусства того времени, описывая израильских художников и их отношение к европейской художественной традиции в общественно-эстетическом аспекте. В работах разных художников, представленных на выставке, Брейтберг-Семель обнаружила использование «скудных материалов», таких как фанера, картон, коллаж и тому подобных, как способ выражения политической критики израильского общества и культуры, а также неэстетического восприятия еврейской традиции.
В 1988 году в газете Едиот Ахронот она опубликовала статью «Агриппас против Нимрода».
В 2005 году Сара Брейтберг-Семель стала лауреатом премии Министерства образования и культуры Израиля, а в 2020 году получила премию Израиля.
Скончалась 6 ноября 2022 года.